# Manat Buncsamnong
Manat Buncsamnong (thai nyelven มนัส บุญจำนง, angolos átírással: Manus Boonjumnong; Ratchaburi, 1980. június 23. –) thai amatőr ökölvívó.

## Eredményei
- 2003-ban bronzérmes a világbajnokságon kisváltósúlyban. Az elődöntőben az orosz Alekszandr Maletyintől szenvedett vereséget.
- 2004-ben olimpiai bajnok kisváltósúlyban.
- 2006-os ázsiai játékokon Dohában aranyérmes kisváltósúlyban.
- 2007-ben a világbajnokságon óriási meglepetésre már az előselejtező mérkőzésen pontozásos vereséget szenvedett a japán Kavacsi Maszacugutól.
- 2008-ban ezüstérmes az olimpián kisváltósúlyban. A nyolcaddöntőben a japán Kavacsi Maszacugut, a negyeddöntőben a kazah Szerik Szapijevet, az elődöntőben a kubai Roniel Iglesiast győzte le, majd a döntőben a dominikai Félix Díaztól kapott ki.

Az olimpiai győzelméért 20 millió bát jutalmat kapott.